# 河相我聞
河相 我聞（かあい がもん、1975年〈昭和50年〉5月24日 - ）は、日本の俳優、ナレーター、タレント、司会者、ミュージシャン。埼玉県大宮市（現：さいたま市）出身（実際は蕨市に生まれてすぐ大宮市に転居している）。
株式会社ウィーズカンパニー所属。
「かわい」と発音される場合が多いが「かあい」が正しい。なお、「河相我聞」は本名である。

## 来歴・人物

### 生い立ち
埼玉県の蕨で生まれた。父親は福井県、母親は広島県の出身。父は玩具店などを経営していた実業家である。母は妾として生活していた。認知はされていたが、父と母は籍を入れていなかった。実兄は父が60代、我聞は70歳ぐらいの時の子どもであるという。兄弟の命名は父によるもの。
裕福な家庭ではなく貧乏というわけでもなかったが、家はすごく小さくボロボロだった。明治生まれの父親が事業を頑張り出したのは50歳を過ぎてからで、それから頑張って財を築いた。母は自分で事業をやっていた。我聞が17歳の時に父が亡くなり、遺産相続では福井の家族と揉め母親に「遺産放棄していい?」と聞かれたので我聞は「いいよ」と答えた。

### 芸能活動
1991年、『天までとどけ』のオーディションを経て第1シリーズから次男・信平役でレギュラー出演。
1994年（平成6年）2月、内田有紀主演のフジテレビ系連続ドラマ『時をかける少女』に準主役で出演。続いて7月から放送されたテレビ朝日系連続ドラマ『青春の影』では袴田吉彦とともに主演。9月にはワーナーミュージック・ジャパンから「Brandnew Days」で歌手デビューする。
1995年（平成7年）10月から放送された野島伸司脚本によるTBS系連続ドラマ『未成年』にもレギュラー出演。1996年（平成8年）ごろからはバラエティ番組への出演機会も増える。
バラエティー番組の影響から料理好きとして知られるようになり、2004年（平成16年）の秋、明星食品の“店主シリーズ”からカップ麺をプロデュースしている。この発売をきっかけにして、俳優・タレント業と両立させる形で東京都立川駅南口に出来た集合施設“ラーメンスクエア”内でラーメン店「ラーメン我聞」を2005年（平成17年）4月8日にオープンさせ、続いて四国高松店、名古屋栄町店と出店した。俳優業の合間に自ら厨房に立ち腕をふるっていたが所属事務所が肖像権使用などの損害賠償請求（後に棄却判決）をし、さらに経理担当者の横領が発覚し、店主業は2007年（平成19年）3月を以って廃業した。
音楽分野ではドラマーとして渋谷セルリアンタワー内のJazzクラブ「JZ Brat」をベースにライブ活動を行なっている。
2009年（平成21年）1月中旬に東映系で公開予定だった映画『ふうけもん』は製作側と配給側とが折り合わず公開中止となったが、2011年（平成23年）度内に向け本編部分の再編集などを経て公開準備中となっている。初主演のDVD映画企画『喰いしん坊!』シリーズが2007年（平成19年）から製作されている。
近年ではブログや書籍なども評価され、企画モノの動画を制作するクリエイターでもある。

## エピソード
- 中学生から7DKの実家で一人暮らしになり、本人不在中も友人たちの溜まり場と化していた。『マルコポロリ!』出演時に「見知らぬ人もいて家はラブホテルのようだった」と語っている。
- 『天までとどけ』の一次オーディションに2時間も遅刻し、二次オーディションも遅刻したが「テストがあった」と嘘をついた。
- ドラマ『青春の影』で意気投合したつるの剛士が家に居候していた時期がある[7]。同じく『青春の影』で共演した袴田吉彦とは親友である[要出典]
- 2017年に高卒認定試験を受けて、8科目中7科目合格した[8]。
- かつてタモリなどからは「顔立ちが内田有紀に似てる」といじられていた。
- 「我が道を行く」という性格である[3]。ふと思い立って何かを始めるタイプで、ラーメン屋や個人事務所を始めたのも、計画的ではなくて、瞬間的に動いてやったことである[3]。子供のやりたいことについては「一切口出しをしないことにしている」という[3]。
- 30代半ばからドラマで死亡する役を演じることが多く、SNSで「我聞が出てきたら殺されそう」「死亡フラグが立っている」という投稿が殺到することから「Mr.死亡フラグ」と呼ばれている[9]。

## 親族
- 実業家であった父について我聞は「社長という感じはまったくなく、どこからかゴミを拾って家に持って帰るような人だった。母親はあんまり父親のことは教えてくれなかったから、よくは知らない」と述べている[3]。また、40歳くらい年上の異母姉がいる[2]。
- 『笑っていいとも!』に出演した際、実兄は学業優秀であったが、高校へは進学はせず、大検を受け埼玉医科大学へ進学し外科医になったと語っている。
- 劇団時代に知り合った女性との間に1994年に長男をもうけている（その後、別離）。事務所の意向でそれらの事実を公表せずに活動していたが、1998年にマスコミに発覚し報道された。取材に対し事実と認め「これで楽になりました」と発言。1999年に夫人と復縁・入籍して次男をもうけるが2011年に離婚。芸能活動をしていた長男・河相沙羅（オフィス北野に所属）と次男・竜跳（スターダストプロモーションに所属）は、2人とも事務所を辞めている[3]。

## 出演

### テレビドラマ
- 勝手にしやがれヘイ!ブラザー 第18話（1990年2月23日、日本テレビ） - 不良中学生 役
- 火曜スーパーワイド 冷血女教師の熱血修学旅行（1990年、テレビ朝日）
- 天までとどけ（1991年 - 1999年、TBS） - 丸山信平 役
- アイとサムの街（1991年7月22日 - 8月30日、TBS）
- ボクたちのドラマシリーズ（フジテレビ）
  - 第1シーズン『放課後』（1992年） - 前田洋治 役
  - 第2シーズン『時をかける少女』（1994年） - 浅倉吾朗 役
- キライじゃないぜ（1992年、TBS） - 酒入康夫 役
- あなただけ見えない（1992年、フジテレビ） - 間宮望 役
- 青春の影（1994年、テレビ朝日） - 内村巧 役
- 未成年（1995年、TBS） - 神谷勤 役
- 君を想うより君に逢いたい（1995年、関西テレビ） - 河村哲夫 役
- オンリー・ユー〜愛されて〜（1996年、読売テレビ） - 遠藤正人 役
- みにくいアヒルの子（1996年、フジテレビ） - 沢木茂 役
  - みにくいアヒルの子 春休みスペシャル（1997年）
- ストーカー 逃げきれぬ愛（1997年、読売テレビ） - 岡部聡 役
- 心療内科医・涼子（1997年、読売テレビ） - 飯島武 役
- ガラスの仮面2（1998年、テレビ朝日） - 風間拓矢 役
- 三姉妹探偵団（1998年、日本テレビ） - 国友靖之 役
- 月曜ドラマスペシャル → 月曜ミステリー劇場 → 月曜ゴールデン → 月曜名作劇場（TBS）
  - 名探偵キャサリンシリーズ - 飛田三郎 役
    - 名探偵キャサリン7「エジプト女王の棺」（1999年3月22日）
    - 名探偵キャサリン8「南十字星殺人事件」（1999年10月4日）
    - 名探偵キャサリン9「シドニー・メルボルン殺人事件」（2000年9月18日）
    - 名探偵キャサリン10「呪われたルビーの謎」（2001年6月4日）
    - 名探偵キャサリン11「殺人のイリュージョン」（2002年6月3日）
    - 名探偵キャサリン12「坂本龍馬殺人事件」（2002年11月18日）
    - 名探偵キャサリン13「京都・宇治川殺人事件」（2003年11月10日）
    - 名探偵キャサリン14「旅芸人一座殺人事件」（2004年8月2日）

  - フェチシズム（1999年7月12日） - 北村哲夫 役
  - 十津川警部シリーズ23「終着駅殺人事件」（2001年10月1日） - 宮本孝 役
  - 森村誠一サスペンスシリーズ - 平田克昭 役
    - 森村誠一サスペンス4「街」（2004年7月12日）
    - 森村誠一サスペンス5「音」（2005年5月30日）
    - 森村誠一サスペンス6「唄」（2006年4月24日）
    - 森村誠一サスペンス7「時」（2008年9月15日）

  - 万引きGメン・二階堂雪シリーズ
    - 万引きGメン・二階堂雪14「優しい殺意」（2006年5月8日） - 国原修二 役
    - 万引きGメン・二階堂雪19「カリスマ風水師・死を呼ぶアクセサリー」（2010年5月31日） - 谷茂 役

  - 警視庁南平班〜七人の刑事〜3（2011年5月16日） - 藤沢光司 役
  - 上条麗子の事件推理8「死を呼ぶ男鹿〜角館〜乳頭温泉ライン」（2011年6月20日） - 北島聡史 役
  - 新・示談交渉人 裏ファイル2（2012年8月13日） - 須之原巧 役
  - 刑事シュート4 しゅうと&ムコの事件日誌（2013年4月1日） - 立花幸雄 役
  - ツインズ〜早乙女兄弟の推理日誌〜（2014年1月27日） - 田宮良一 役
  - 北海道警察3「人質」（2014年11月3日） - 瀬戸裕二 役
  - 警視庁機動捜査隊216V「まだ見ぬ夜明け」（2015年12月21日） - 加藤智彦 役
  - 湯けむりバスツアー 桜庭さやかの事件簿7（2016年5月23日） - 高根沢伸一 役
  - 赤かぶ検事奮戦記シリーズ - 白井健一 役
    - 赤かぶ検事奮戦記6（2016年11月28日）
    - 赤かぶ検事奮戦記7（2017年11月13日）

  - 警視庁岡部班1「倉敷殺人事件」（2017年11月27日） - 藤井幸一 役
  - はぐれ署長の殺人急行3「伊豆・修善寺迷宮ダイヤ」（2018年1月22日） - 下山浩介 役
- バカヤロー!2000 ニッポン人の怒りが爆発する!!「オレは犬か!」（2000年3月29日、日本テレビ）
- ザ・ドクター（1999年、TBS） - 倉田透 役
- 木曜ミステリー 京都潜入捜査官 THE SLIPPERS（2000年、テレビ朝日） - 高木一馬 役
- 女と愛とミステリー 四つの終止符（2001年、テレビ東京） - 佐々木晋一 役
- はみだし刑事情熱系 PART6 第1話「恋人たちの復讐…!! 大パニック！涙の叫び」（2001年10月3日、テレビ朝日） - 早川裕太 役
- 金曜ロードショー特別企画 太陽にほえろ!2001（2001年、日本テレビ） - 長谷川正一 役
- 津軽海峡ミステリー航路（2002年、フジテレビ） - 永瀬 役
- おみやさん 第1シリーズ 第2話（2002年、テレビ朝日） - 平井克昭 役
- 女将になります!（2003年、NHK総合） - 菊池雅人 役
- 霊感バスガイド事件簿 第二話「心中無縁仏」（2004年4月13日、テレビ朝日） - 白浜諒 役
- 土曜ワイド劇場（テレビ朝日）
  - 家政婦は見た!21（2003年2月22日） - 平尾明弘 役
  - 火災調査官・紅蓮次郎シリーズ - 白井勇一 役
    - 火災調査官・紅蓮次郎1（2003年1月25日）
    - 火災調査官・紅蓮次郎2（2003年6月7日）
    - 火災調査官・紅蓮次郎3（2004年2月14日）
    - 火災調査官・紅蓮次郎4（2004年10月9日）
    - 火災調査官・紅蓮次郎5（2005年11月5日）
    - 火災調査官・紅蓮次郎6（2006年4月22日）
    - 火災調査官・紅蓮次郎7（2007年1月13日）
    - 火災調査官・紅蓮次郎8（2008年1月26日）
    - 火災調査官・紅蓮次郎9（2009年4月25日）
    - 火災調査官・紅蓮次郎10（2010年2月13日）
    - 火災調査官・紅蓮次郎11（2010年11月20日）
    - 火災調査官・紅蓮次郎12（2012年1月14日）
    - 火災調査官・紅蓮次郎13（2012年11月10日）
    - 火災調査官・紅蓮次郎14（2014年1月25日）
    - 火災調査官・紅蓮次郎15（2015年6月6日）

  - おとり捜査官・北見志穂11（2006年12月12日） - 小笠原俊彦 役
  - 北多摩署・蟹沢刑事の特捜事件ファイル（2007年8月18日） - 相馬一彦 役
  - 法医学教室の事件ファイル27（2008年11月22日） - 園田巡査 役
  - ショカツの女5 新宿西署 刑事課強行犯係（2011年1月15日） - 戸倉義之 役
  - 鉄道捜査官12（2011年4月30日） - 橋本慎二 役
  - 温泉 (秘) 大作戦11（2012年、朝日放送） - 安藤豊 役
  - 検事・朝日奈耀子14（2013年10月26日） - 戸川進次 役
  - 監察官・羽生宗一（2014年5月10日） - 原田祐介 役
  - 司法教官・穂高美子3（2014年5月31日） - 田所静夫 役
  - ヤメ検の女5（2014年12月20日、朝日放送） - 小早川純平 役
  - 京都南署鑑識ファイル10（2016年4月2日） - 今井亮太 役
  - 再捜査刑事・片岡悠介9（2016年4月30日） - 竹之内輝明 役
  - 終着駅シリーズ30（2016年6月25日） - 岡本弘志 役
  - 「温泉 (秘) 大作戦18」（2016年） - 田中英治 役
- 慶次郎縁側日記2（NHK総合） - 矢作 役
  - 第9回「花の下にて」（2005年12月2日）
  - 最終回「祝言」（2005年12月9日）
- 恋する日曜日 セカンドシリーズ 第24話（2005年、BS-TBS） - 男 役
- ウルトラマンマックス 第25話（2005年、中部日本放送・TBS） - ネリル星人キーフ 役
- 7人の女弁護士 第1シリーズ 第7話「日本舞踊・名門殺人家元夫人は二度殺される」（2006年5月25日、テレビ朝日）
- おかわり飯蔵（2007年、テレビ東京） - 岡島明 役
- 八州廻り桑山十兵衛〜捕物控ぶらり旅（2007年5月1日 - 7月10日、テレビ朝日） - 五兵衛 役
- 相棒（テレビ朝日）
  - season6 第13話「マリリンを探せ」（2008年1月30日） - 沖田一俊 役
  - season18 第11話「ブラックアウト」（2020年1月1日） - 入江良文 役
- LOVE GAME 第7話（2009年、読売テレビ） - 岩見沢透 役
- ルビコンの決断（2009年 - 2010年、テレビ東京）
  - 第9回 - 主演・兼元謙任 役
  - 第42回 - 白井光比呂 役
  - 第59回 - 山本憲司 役
- 中学生日記（2010年、NHK教育） - 主演・伝馬我聞 役
- 警視庁失踪人捜査課 最終話（2010年、テレビ朝日） - 野村良和 役
- 水戸黄門 第42部 第2話「許すな相撲をけがす奴 -諏訪-」（2010年10月18日、TBS） - 檜屋幸太郎 役
- ヤバい検事 矢場健〜ヤバケンの暴走捜査〜（レギュラー出演、2012年 - 2013年、フジテレビ） - 大隈進一郎 役
- ハンチョウ〜警視庁安積班〜 シリーズ5 第1話 - 第2話（2012年、TBS） - 中谷吾朗 役
- 信長のシェフ 第5話 - 最終話（2013年、テレビ朝日） - 浅井長政 役
  - 信長のシェフ Part2（2014年、テレビ朝日）
- 白衣のなみだ 第2部「慈命」（2013年、東海テレビ） - 汐見通 役
- 遺留捜査 第3シリーズ 第8話 - 最終話（2013年、テレビ朝日） - 大沢真 役
- 京都地検の女 第9シリーズ 第4話「若者5人が暮らすシェアハウスで放火事件が発生！」（2013年、テレビ朝日） - 矢野祐一 役
- 慰謝料弁護士〜あなたの涙、お金に変えましょう〜 第8話（2014年、読売テレビ・日本テレビ） - 坂上剛士 役
- だましゑ歌麿IV（2014年、テレビ朝日） - 次郎吉 役
- 鉄道警察官・清村公三郎11（2014年、テレビ東京） - 井上治 役
- ビンタ!〜弁護士事務員ミノワが愛で解決します〜 第2話（2014年、読売テレビ・日本テレビ） - 大森孝雄 役
- 科捜研の女 Season14 第5話「国会議員と警察犬」（2014年11月13日、テレビ朝日） - 長谷部信弥・塚原治 役（二役）
- アルジャーノンに花束を（2015年、TBS） - 杉野史郎 役
- 最強のふたり〜京都府警 特別捜査班〜 第2話「完全犯罪の罠!! 二つの顔を持つ女!?」（2015年7月23日、テレビ朝日） - 葛城大二郎 役
- 立花登青春手控え 第2回「善人長屋」（2016年5月20日、NHK BSプレミアム） - 吉兵衛 役
- 伝七捕物帳 第3話（2016年7月29日、NHK BSプレミアム） - 西海屋仁兵衛 役
- IQ246〜華麗なる事件簿〜 第8話「真犯人は法門寺沙羅駆。」（2016年12月4日、TBS） - 宇野正也 役
- 嫌われる勇気 第5話「美しき計画殺人! 血塗られたバレンタイン」（2017年2月9日、フジテレビ） - 木本正晴 役
- 日曜ワイド
  - 家裁調査官・山ノ坊晃2（2017年） - 藤ヶ丘幸次 役
  - 検事・朝日奈耀子19（2017年） - 平野刑事 役
- 警視庁ゼロ係〜生活安全課なんでも相談室〜 SECOND SEASON 第4話「殺人バスツアー」（2017年8月18日、テレビ東京） - 岡野誠司 役
- 執事 西園寺の名推理 第6話「名門校教師が殺害! 闇に響く死のオルガン 消えた300万円の謎」（2018年5月25日、テレビ東京） - 橘勇介 役
- 警視庁・捜査一課長 season3 第9話「最終章!! お堅い女の几帳面殺人トリック!!」（2018年6月7日、テレビ朝日） - 久和要平 役
- 金曜プレミアム 「船越英一郎殺人事件」（2018年） - 海老原勇作 役
- 日曜プライム（テレビ朝日）
  - 未解決の女 警視庁文書捜査官〜緋色のシグナル〜（2019年4月28日） - 武村勇介 役
  - 誘拐法廷〜セブンデイズ〜（2018年10月7日） - 篠田亮介 役
  - 刑事ゼロ スペシャル（2019年9月15日） - 鐘鳴輝生 役
- 必殺仕事人2019（2019年3月10日、朝日放送・テレビ朝日） - 須賀連暁 役
- 水戸黄門 第2シリーズ 第3話「母恋し歌う馬子唄 -日田-」（2019年6月2日、BS-TBS） - 初瀬屋治兵衛 役
- 刑事7人 SEASON5 最終話「サヨナラ専従捜査班"最期の事件"―敵はなんと、かつての仲間!?」（2019年9月18日、テレビ朝日） - 水田純平 役
- 特命刑事 カクホの女2 第2話（2019年10月25日、テレビ東京） - 水嶋直哉 役
- 山村美紗サスペンス 赤い霊柩車38（2020年4月3日、フジテレビ） - 名木隆一 役
- 赤ひげ3（NHK BSプレミアム） - 安岡多聞 役
  - 第1回「亡き友の娘」（2020年10月23日）
  - 第3回「親子の証」（2020年11月6日）
  - 第4回「女房の手」（2020年11月13日）
  - 第5回「津川の縁談」（2020年11月20日）
  - 最終回「赤ひげの秘密」（2020年12月4日）
- 歴史迷宮からの脱出〜リアル脱出ゲーム×テレビ東京〜 第5話（2020年10月30日、テレビ東京） - 太宰治 役
- ドラマスペシャル・東京地検の男（2021年3月24日、テレビ朝日） - 加藤正則 役
- 特捜9 season4 第5話「殺しの設計図」（2021年5月5日、テレビ朝日） - 諸星雄一郎 役
- IP〜サイバー捜査班 IP_4「デジタルタトゥー」（2021年7月22日、テレビ朝日） - 狭間誠 役
- 仮面ライダーリバイス（テレビ朝日） - 工藤康 / サーベルタイガー・デッドマン（声） 
  - 第6話「エビルの正体! 衝撃のショータイム!?」（2021年10月10日）
  - 第13話「フェニックス危機一髪！」（2021年12月5日）
  - 第14話「司令官は…デッドマン!?」（2021年12月12日）
  - 第15話「撲滅！対決！デッドマンズ！」（2021年12月19日）
- ファイトソング（TBS） - 木皿実 役
  - 第1話「いざ全力勝負! スポ根女子が挑む初めての恋!」（2022年1月11日）
  - 第8話「恋の完結編! 好きだから別れる男VS好きだから離さない男」（2022年3月1日）
- 月曜プレミア8（テレビ東京）
  - さすらい署長 風間昭平15（2022年1月24日） - 室屋和宏 役[10]
  - 今野敏サスペンス 警視庁強行犯係 樋口顕「遠火」（2024年11月25日） - 池沢和樹 役
- ペットドクター花咲万太郎の事件カルテ（2022年3月26日、BS-TBS） - 漆原誠 役
- おかしな刑事2022 年忘れ!!大感謝スペシャル（2022年12月27日、テレビ朝日） - 高柳薫 役
- テイオーの長い休日 第4話（2023年6月24日、東海テレビ・フジテレビ） - 日置智典 役
- 警視庁追跡捜査係-交錯-（2023年8月7日、テレビ東京） - 酒井智文 役[11]
- 無用庵隠居修行7（2023年9月28日、BS朝日4K） - 平九郎 役[12]
- 令和サスペンス劇場「旅人検視官 道場修作」愛知県蒲郡・西浦温泉殺人事件（2024年4月14日、BS日テレ） - 沢松智也 役[13][14]
- イップス 第8話（2024年5月31日、フジテレビ） - 窪田達臣 役[15]
- Shrink-精神科医ヨワイ- 第2話（2024年9月7日 - 、NHK総合・NHK BSプレミアム4K） - 君島明 役[16]
- 大追跡〜警視庁SSBC強行犯係〜 第4話（2025年7月30日、テレビ朝日） - 佐久間光昭 役

### 映画
- 大失恋。（1995年、東映） - 浩二
- デボラがライバル（1997年） - 医者
- 緑の街（1998年） - 和泉
- ショコキ!（2001年） - 鈴木タカシ
- 喰いしん坊!シリーズ - 主演・大原満太郎
  - 喰いしん坊! -大食い開眼編-（2007年、メディアワークス）
  - 喰いしん坊! -大食い苦闘編-（2007年、メディアワークス）
- Love&Eros 2nd SPRING『連結部分は電車が揺れる 妻の顔にもどれない』（2013年） - 八幡
- ガキ☆ロック（2014年）
- ライアの祈り（2015年6月13日、アイエス・フィールド） - 船頭
- 写真甲子園 0.5秒の夏（2017年）
- 世界から希望が消えたなら。（2019年10月18日、日活） - 新聞記者
- 太陽とボレロ（2022年6月3日、東映） - 片岡辰雄 [17]
- エス（2024年1月19日）[18]

### オリジナルビデオ
- 喰いしん坊!シリーズ（2008年） - 主演・大原満太郎
  - 喰いしん坊!3 大喰い敵対篇（2008年、オールインエンタテインメント）
  - 喰いしん坊!4 大喰い激闘篇（2008年、オールインエンタテインメント）
- 交通安全教育用DVD「奪われた命」（2008年、シンク出版） - 主演・増渕明
- 鎧武/ガイム外伝 仮面ライダー斬月/仮面ライダーバロン（2015年、東映ビデオ） - アルフレッド / 仮面ライダータイラント

### 舞台
- 銀河の約束（1998年、サンシャイン劇場 他）
- 魔法の黄色い靴（2002年、赤坂BLITZ 他）
- 天国の本屋（2004年、銀座博品館劇場 他）
- サボテンの花（2003年・2005年）
- 夏ノ夜ノ夢（2006年、日生劇場 他）
- 戦争にはいきたくない（2011年、らくだ工務店主宰公演）
- 火葬（2012年、らくだ工務店主宰公演）
- ステーシーズ 少女再殺歌劇（2012年、全労済ホール／スペース・ゼロ） - 渋川
- 京の螢火（2017年、明治座） - 五十吉[19]
- 大悲（2019年、紀伊國屋サザンシアター TAKASHIMAYA） - 清水謙介[20]
- マウストラップ～ねずみとり～（2022年、俳優座劇場） - メトカーフ大佐[21]
- 舞台「新選組始末記」（2022年、ヒューリックホール東京） - 伊東甲子太郎[22]
- ホロー荘の殺人（2023年、三越劇場） - ジョン・クリストゥ医師 [23]
- 明治座創業150周年記念 舞台「赤ひげ」（2023年、明治座・新歌舞伎座）[24]
- ミュージカル「ALICE〜不思議の国のアリスより〜」（2024年、きゅりあん 大ホール 他） - チャールズ [25]
- Reading Act「スクルージと呼ばれた男」（2025年上演予定、銀座博品館劇場）[26]

### 劇場アニメ
- 劇場版 NARUTO -ナルト- 大激突!幻の地底遺跡だってばよ（2005年） - テムジン

### ラジオ
- 河相我聞のG1 Grouper（1995年、JFN系）
- What'sガモン（1996年 - 1997年、TBSラジオ）
- 河相我聞 goodday earth（2009年）
- 河相我聞 パパの育児奮闘記（2010年）

### ラジオドラマ
- 青春アドベンチャー（NHK-FM）
  - 闘う女。〜そんな私のこんな生きかた〜（2007年11月26日 - 12月7日） - ヨード [27]
  - 有頂天家族（2008年11月3日 - 14日） - 下鴨矢三郎[28]
  - 終末のフール（2010年2月1日 - 12日）[29]
- FMシアター（NHK-FM）
  - バック・トゥー・ザ・“坊ちゃん”（2000年2月12日）
  - 海を渡るさぬきブルース（2001年1月27日） - 大平泰平 [30]
  - リアルライフ（2003年6月28日） - 雅明 [31]
  - 遺失物管理所（2006年9月30日） - ヘンリー・ネフ [32]
  - 成田屋おまつ（2008年7月19日） - 瀬川菊之丞[33]
- TBSラジオ開局60周年ラジオドラマ　それもまたちいさな光（2011年12月23日・24日、TBSラジオ） - 駒場雄大
- ラジオシアター〜文学の扉　美女と野獣（2012年10月26日・11月4日、TBSラジオ）[34]

### バラエティ
- 人気者でいこう!（朝日放送）※レギュラー
- 森田一義アワー 笑っていいとも!（1996年10月 - 1997年3月、フジテレビ）※水曜日（隔週）レギュラー
- ぷらちなロンドンブーツ（テレビ朝日）※準レギュラー
- 日立 世界・ふしぎ発見!（TBS）※準レギュラー
- ダウンタウンDX（読売テレビ）※準レギュラー
- 我聞TV（テレビ東京）
- 生中継 ふるさと一番!（2005年10月 - 2009年3月、NHK総合）
- 幸せワイン（関西テレビ）※レギュラー
- L4 YOU!（テレビ東京）※巡り人で金曜日不定期出演
- 河相我聞のラーメン道（旅チャンネル）
- ピタゴラスイッチ「ピタゴラ拳法」（2009年 - 、NHK教育）
- 歴史秘話ヒストリア「自由は死せず　反骨の政治家 板垣退助」（2019年5月8日、NHK総合） - 板垣退助 役

### CM
- エースコック（1995年）
- ベネッセコーポレーション（1995年）
- 日本テレコム「東京デジタルホン」（1995年）
- 日本デルモンテ（1995年 - 1996年）
- ライオン「F-in」（1995年 - 1996年）
- 中部テレメッセージ（1997年 - 1999年）
- サントリー「ビアカクテル」（1997年）
- アデランス「フィジカルエステ」（1999年）
- 日産自動車「キューブ」（1998年 - 2000年）
- 女性用基礎化粧品 enne-effet（2000年 - 2001年）
- イオン「新入学シリーズ」（2006年）

### その他
- 五藤光学研究所製作・プラネタリウム番組『TANABATA2057』 - ユウ 役 （1996年、各地のプラネタリウムで夏の作品のひとつとして上映）
- テレビ東京系JICA提供ドキュメンタリー番組『バングラデシュに吹く新しい風』（2007年）
- BSジャパン ドキュメンタリー企画『河相我聞が行く! アジアの温泉大紀行』（2010年3月、90分枠で放送）

※ JR九州「熊本フォーリンラブ」

## ディスコグラフィ

### シングル
1. Brandnew Days（1994年9月10日）
2. HEARTS ON BLUE（1995年1月25日）
3. たまに忘れてもずっと忘れない（1995年4月25日） デルモンテ・CFソング
4. Forever You（1996年4月25日）
5. LOOK OF LOVE（1997年2月25日） ANB系「深夜水族館-MIDNIGHT AQUARIUM」挿入歌
6. Be All Right!!（1997年6月25日） NHK教育テレビ『天才てれびくん』1997年度前期エンディングテーマ
7. yakusoku（1997年9月25日） 作詞・作曲：小田和正、映画「緑の街」劇中歌

### アルバム
1. True Blue（1995年5月25日）
2. Circle Of Friends（1996年4月25日）
3. UPS AND DOWNS（1997年10月25日）

## 著書
- 流れ星の家（2001年8月、文芸社）
- いじめられない力（2007年9月27日、幻冬舎）
- 続・人間コク宝（2007年10月、コアマガジン）
- パパ力、はじめよう!〜子供で人生を変えた男たち〜（2008年3月、オレンジページ）
- お父さんの日記（2017年8月28日、宝島社）